# Agelanthus guineensis
Agelanthus guineensis là một loài thực vật có hoa trong họ Loranthaceae. Loài này được Polhill & Wiens mô tả khoa học đầu tiên năm 1998.